# Mbinjong
Mbinjong est une localité du Cameroun située dans la Région du Sud-Ouest et le département de Manyu. Elle est rattachée administrativement à l'arrondissement de Upper Bayang (Tinto Council) et au canton de Bachuo Akagbe.

## Population
La localité comptait 400 habitants en 1953, puis 692 en 1967, des Banyang. À cette date elle disposait d'un marché le samedi, d'un assistant de service social, d'une école presbytérienne fondée en 1959.
Lors du recensement de 2005, on y a dénombré 795 personnes.